# Danomyia aethiops
Danomyia aethiops är en tvåvingeart som beskrevs av Jason Gilbert Hayden Londt 1993. Danomyia aethiops ingår i släktet Danomyia och familjen rovflugor.
Artens utbredningsområde är Zimbabwe. Inga underarter finns listade i Catalogue of Life.